# Edições do Windows XP

Logo

O Windows XP foi lançado em várias edições desde o seu lançamento original em 2001.
O Windows XP está disponível em várias línguas. Em adição, add-ons que traduzem a interface do usuário também estão disponíveis para alguns idiomas.

## Home e Professional
As duas primeiras edições lançadas pela Microsoft foram a Windows XP Home Edition, designada para usuários domésticos, e a Windows XP Professional, designada para empresas e usuários mais experientes.
O Windows XP Professional oferece um número maior de recursos não disponíveis na versão Home Edition, incluindo:
- A habilidade de poder usufruir do Domínio de Servidor do Windows, grupos de computadores que eram controlados remotamente por um ou mais servidores centrais.
- Uma sofisticada lista de Controle de Acesso, na qual podia se especificar o uso de programas no computador usado para todos os usuários em circunstâncias normais. Os usuários usam outras ferramentas no Windows Explorer, ou reiniciam o computador em Modo de Segurança para modificar o acesso das listas de controle.
- Servidor de Acesso Remoto, com a permissão de o usuário se conectar ao seu Windows por outro sendo este também o XP, na qual ele usaria a rede local ou a Internet.
- Pastas e arquivos offline, com a permissão automática de o PC restaurar e copiar para uma rede de computadores e trabalhar com ele desconectado da rede, disponível apenas quando a Troca Rápida de Usuário está desativada, em Contas de Usuário no Painel de Controle.
- Sistema de Criptografia de Arquivos, que criptografa arquivos armazenados no disco rígido do computador de modo que não possam ser lidos por outro usuário, mesmo com o acesso físico ao meio de armazenamento.
- Administração centralizada de funcionalidades, incluindo o Grupo de Políticas, Instalação e Manutenção Automática de Software, Roaming de Perfis do usuário, bem como a instalação remota de Serviços (RIS).
- Serviços de Informação de Internet (IIS), servidores HTTP e FTP da Microsoft.
- Suporte a duas unidades de processamento único (CPU). (CPUs modernas que usam mais de um núcleo, chamadas de Multicore ou CPU Hyper-Threading são considerados como um único processador físico, CPUs multicore são suportados no XP Home Edition.)[3][4]
- Windows Management Instrumentation Console (WMIC): WMIC é uma ferramenta de linha de comando destinado a fácil recuperação de informações acerca de um sistema simples, utilizando palavras-chave (apelidos).

### Windows XP Edition N
Em Março de 2004, a Comissão Europeia multou a Microsoft em € 497 milhões (£ 395 milhões ou US$ 704 milhões) e ordenou à companhia que providênciasse as versões do Windows sem o Windows Media Player. A comissão concluiu que a Microsoft estava desrespeitando uma lei muito severa da União Europeia que a acusava de estar monopolizando o mercado de vendas de sistemas operacionais  para grupos de trabalhos, sistemas operacionais de servidores e media players. Depois sucessivos apelos sem sucesso entre 2004 e 2005, a Microsoft chegou a um acordo com a Comissão onde ela poderia lançar sua versão alterada, chamada de Windows XP Edition N. Esta versão não incluía o Windows Media Player da empresa, e sim encorajava os usuários a escolher e baixar seu próprio media player. A Microsoft queria chamar essa edição de Reduced Media Edition, mas os órgãos reguladores da UE se opuseram e sugeriram o nome Edition N, com o N significando "sem o Windows Media Player" para ambas as edições Home e Professional do Windows XP. Por ser vendido ao mesmo preço da versão com o Windows Media Player incluído, Dell, Hewlett-Packard, Lenovo e Fujitsu - Siemens preferiram não estocar o produto. Entretanto a Dell ainda comercializou essa versão normal por pouco tempo. O interesse dos consumidores foi baixo, com cerca de 1500 unidades comercializadas para OEMs e não havendo vendas aos consumidores.
As versões N também não incluem o Windows Movie Maker, mas a Microsoft tem disponibilizado o programa por meio de download.

### Windows XP Edition K e KN
Em Dezembro de 2005, a Comissão Coreana de Comércio Justo ordenou a Microsoft a disponibilizar edições do Windows XP e Windows Server 2003 que não contenham o Windows Media Player ou o Windows Messenger. Tal como a decisão da Comissão Europeia, esta decisão foi baseada no argumento de que a Microsoft tinha abusado da sua posição dominante no mercado a empurrar outros produtos para os consumidores. Ao contrário desta decisão, no entanto, a Microsoft também foi forçada a retirar do mercado sul-coreano as versões do Windows não alteradas.
As edições K e KN do Windows XP Home Edition e Professional Edition foram lançadas em agosto de 2006, e estão disponíveis apenas no idioma coreano. Ambas contém links de terceiros para softwares de mensagens instantâneas e media players.

## Starter Edition
O Windows XP Starter Edition é uma versão de baixo custo do Windows XP avaliada para países em desenvolvimento como Tailândia, Turquia, Malásia, Indonésia, Rússia, Índia, Colômbia, Brasil, Argentina, Peru, Bolívia, Chile, México, Equador, Uruguai e Venezuela. Ele é muito similar ao Windows XP Home, mas está limitado com hardware específico, e só pode executar 3 programas em 3 janelas por vez e outros recursos foram removidos ou desativados por padrão, diferentemente das demais, que permitem a execução de um número ilimitado de programas. A Starter Edition não permite a alteração de temas nem das propriedades da barra de tarefas, não possui suporte a placa de vídeo, o recurso de conta de usuário e a função ClearType.
O acordo da Microsoft para lançar o Starter Edition é "uma introdução ao sistema operacional Windows XP de baixo custo designada primeiramente para Desktops de usuários em países emergentes.

### Características
O Starter Edition inclui alguns recursos especiais para mercados onde os consumidores não possuíam computador. Não encontrado na Home Edition, esta versão incluem recursos para ajudar aqueles que não falam Inglês, um wallpaper específico de cada país e, screensavers, e outras configurações padrão projetadas para facilitar a utilização típica do Windows XP. Na versão maláia, por exemplo, o plano de fundo da desktop é uma visão noturna de Kuala Lumpur.
Muitas limitações foram incluídas nesse Windows para se distanciar das outras versões do XP. Somente três aplicações podem rodar no Starter Edition além de que só se pode abrir três janelas ao mesmo tempo. A resolução máxima da tela é 1024x768 e não suporta grupos de rede ou domínios. Também o Starter Edition está licenciado para trabalhar com processadores de baixo custo, como os Intel Celeron, e o AMD Duron. O limite da memória RAM é de 256 MB e o HD tem que ser no máximo de 80 GB.

### Adoção no mercado
Em 9 de Outubro de 2006, a Microsoft anunciou que foram vendidas 1,000,000 de unidades do Windows XP Starter Edition. Mas no mercado de varejo ele não obteve muito sucesso. Em muitos pontos de venda, foram encontradas muitas versões piratas do sistema.

## Media Center Edition

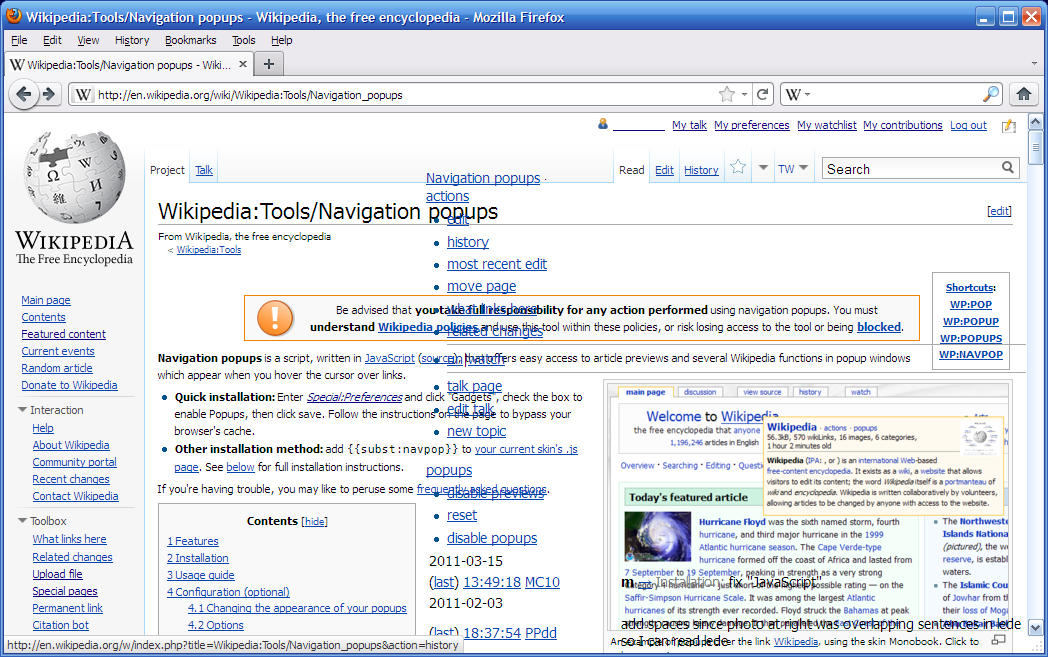
Navegador Firefox rodando em um Windows Media Center XP

Essa edição é designada a PCs media centers. Inicialmente, vinha instalada diretamente nos computadores, e não podia ser adquirida separadamente. Em 2003 a Media Center Edition foi atualizada como "Windows XP Media Center Edition 2003", que acrescentou funcionalidades adicionais, tais como rádio sintonização de FM. Outra atualização foi liberada em 2004, e novamente em 2005, sendo a primeira edição disponível para os desenvolvedores de sistemas. Muitas das funções do Windows XP Media Center Edition 2005 (incluindo screens dançantes, auto playlist DJ, e grandes screensavers visuais), foram acrescentadas a partir do Windows XP Plus! Estas foram inicialmente lançadas como add ons para o Windows XP para melhorar a experiência de seus usuários com a máquina rodando Windows XP.

### Lançamentos
Foram lançadas quatro edições do Windows XP Media Center Edition.
- Windows XP Media Center Edition (nome de código "Freestyle", Jan de 2002) estava disponível apenas a partir de fabricantes de computador (HP, Dell, Sony, Zitech, etc.).
- Windows XP Media Center Edition 2003 ("Freestyle", Out de 2002) adicionadas novas funcionalidades, bem como a sintonização de FM.
- Windows XP Media Center Edition 2004 ("Harmony", Nov de 2003) O Windows XP Service Pack 2 atualiza versões anteriores do MCE para a mais recente.
- Windows XP Media Center Edition 2005 ("Symphony", Nov de 2004) é a primeira edição do MCE disponível para desenvolvedores de sistemas. Entre outras coisas, ele inclui suporte para o Media Center Extenders, e suporte de gravação e leitura de CD/DVD-Video.

2005 foi o lançamento final, mas a versão foi atualizada um certo número de vezes para incorporar novas capacidades, tais como suporte para o Xbox 360 como um Media Center Extender, transmissões em DVB-T, e suporte para dois cartões sintonizador de ATSC.
Depois do lançamento em 2005, a Microsoft concentrou os seus esforços na construção de novas funcionalidades em media center nas edições "Home Premium" e "Ultimate" do Windows Vista, que, ao contrário das versões do Windows XP Media Center Edition, estão disponíveis para compra separada.

### Recursos
A mais notável característica única para esta edição é o Windows Media Center, que oferece uma grande-fonte ("tamanho 10"), interface remotamente acessível para visualização de televisão no computador, bem como gravação e reprodução desse tipo de conteúdo, um guia de TV, reprodução de DVD e vídeo, visualização de fotografias, e reprodução de música. Ao contrário de aparelhos de concorrentes que também gravam vídeo digital, a Microsoft não cobra uma taxa de assinatura mensal do seu serviço de guia de TV no Media Center.
Devido às rigorosas exigências hardware, a Microsoft não vende o Media Center Edition nos mercados retalhistas, a par das edições Home e Professional. A Microsoft só o distribui para assinantes MSDN e criadores de sistemas de OEM em certos países. Os consumidores compram geralmente o Media Center pré-instalado em um computador novo, ou de um revendedor que vende versões de software Microsoft OEM.
O Media Center Edition foi a única edição de consumidores do Windows XP que foi atualizada com novos recursos numa base anual durante os cinco anos de desenvolvimento do Windows Vista. O lançamento do MCE 2005, por exemplo, incluiu uma atualização para o Windows Movie Maker que suporta gravar DVDs, uma nova interface gráfica chamada "Royale", suporte ao Media Center Extenders, e SoundSpectrum, visualizações de som da G-Force. A Microsoft também lançou o seu próprio controle remoto, receptor e infravermelho blaster com o MCE 2005. Um novo teclado de computador sem fios especialmente designado para o MCE 2005 foi lançado em setembro de 2005.
Usando o Media Center Extenders ou o Xbox 360, o Media Center Edition também é capaz de se conectar e gravar vídeos de TV, música e imagens em streaming, usando mais de uma conexão de rede.
O Media Center Edition manteve a maior parte dos recursos incluídos Windows XP Professional, incluindo o Remote Desktop e o Sistema de Criptografia de Arquivos. As versões anteriores incluíram também a capacidade de aderir a um domínio do Active Directory. Esta capacidade foi desativada no MCE 2005, mas posteriormente foram descobertos abusivas, se a instalação do MCE, em 2005, é uma atualização e a versão anterior já aderiu a um domínio, essa capacidade é mantida, a menos que um usuário utiliza o Windows Media Center Extender: neste caso, essa habilidade é perdida e não pode ser revertida. Presumivelmente, a Microsoft introduziu esse limite porque os dispositivos do Media Center Extender, introduzidos nesta versão, invocariam a Troca Rápida de Usuário componente, mas este componente deve ser desativado, a fim de participar de um domínio.

### Hardware requerido
O Media Center tem requisitos de hardware mais elevados do que as outras edições do Windows XP. MCE 2005 exige, no mínimo, um processador 1,6 GHz, DirectX 9,0 aceleradas por hardware GPU (ATI Radeon 9 série ou nVidia GeForce FX Series ou superior), e 256 MB de memória RAM do sistema. Algumas funções, tais como o suporte ao Media Center Extender, a utilização de múltiplos sintonizadores de HDTV ou de reprodução/gravação acarreta em maiores requisitos de sistemas.
O Media Center é muito mais restrito na gama de hardware que ele suporta mais do que outras soluções de software DVR (Digital Video Recorder). O sintonizadores do Media Center deve ter uma interface padronizada, e eles devem ter hardware de decodificação de MPEG-2, suporte a closed caption, e uma série de outras características. Os controles remotos do Media Center são padronizados em termos de botão títulos e funcionalidades, e, para um grau de apresentação geral.

### Versões alteradas
Há uma série de versões alteradas que mudaram o destino dos recursos do Windows XP Media Center Edition.
- Windows Media Player 6.4. Apesar de o WMP 6,4 ter sido removido do MCE 2005, pode ser substituído por copiar o executável de um Windows XP Home Edition ou Professional. O WMP 6,4 não é localizado para a não-usuários de Inglês: se o executável é utilizado por versões não-Inglesas do MCE, ele irá manter o sua interface gráfica em Inglês.
- A visualização de Pay-per-view usando o Media Center, sem um controle remoto permite a gravação de vídeos, que mais tarde podem ser gravados em DVD.

## Windows XP Tablet PC Edition
Essa edição foi especialmente projetada para operar em notebook/laptops chamados de Tablet PCs. O Windows XP Tablet PC Edition é compatível com uma caneta de tela sensível, apoiando notas manuscritas. O sistema não pode ser adquirido separadamente de um Table PC, mas está disponível aos assinantes do Microsoft Network (MSDN). Ao contrário do Windows XP Media Center Edition que não está disponível para vendas, licenças dessa versão podem ser compradas.
Foram lançadas duas edições do Windows XP Tablet PC:
- Windows XP Tablet PC Edition - A versão original lançada em novembro de 2002.
- Windows XP Tablet PC Edition 2005 - A versão Tablet PC lançada em agosto de 2004 (nome de código Lonestar) como parte do Windows XP Service Pack 2. A edição de 2005 está disponível com a atualização do service pack, ou com uma nova versão OEM.

### Softwares incluídos

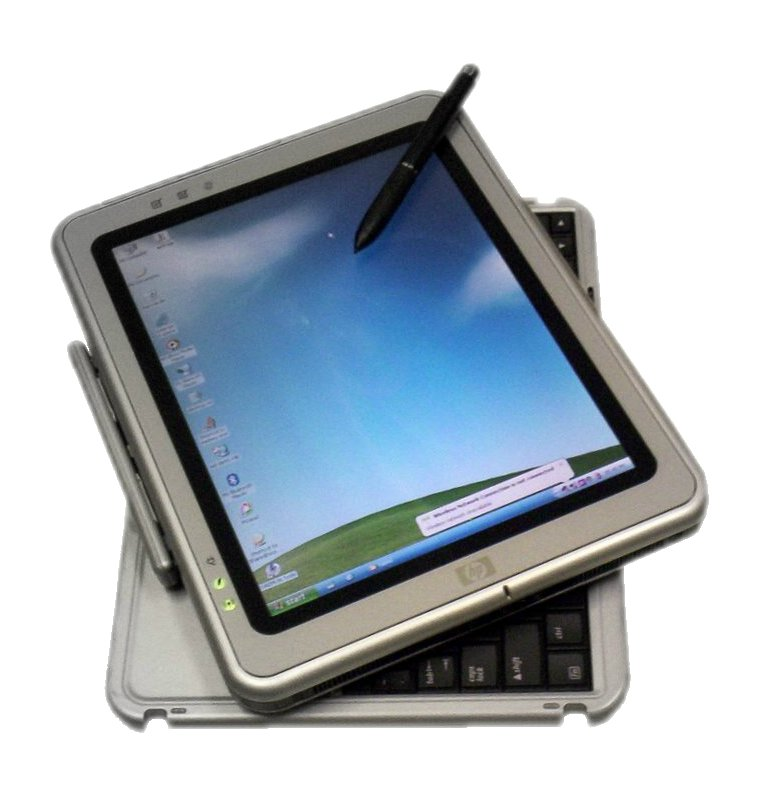
Um Tablet PC rodando Windows XP Tablet PC Edition com o tema Energy Blue

Windows XP Tablet PC Edition é baseado no Windows XP Professional e inclui todas as funcionalidades do software fornecido no mesmo. Além disso, inclui alguns dos seguintes componentes:
- Windows Journal
- Sticky Notes
- InkBall
- tema Energy Blue

Os seguintes pacotes para download liberado pela Microsoft adicionar mais funcionalidades:

Logo

- Microsoft Experience Pack
  - Ink Art
  - Ink Crossword
  - Ink Desktop
  - Media Transfer
  - Snipping Tool 2.0

- Education Pack
  - Ink Flash Cards
  - Equation Writer
  - GoBinder Lite
  - Hexic Deluxe